# Wallace Langham
Wallace Langham, född 11 mars 1965 i Fort Worth, Texas, är en amerikansk skådespelare.
Langham har bland annat medverkat i TV-serien CSI: Vegas. Han har även medverkat i filmerna Hitchcock från 2012 och Social Network från 2010.

## Filmografi (i urval)
- 1990 – Den kritiska punkten
- 1992–1998 – The Larry Sanders Show (TV-serie)
- 1996 – Michael
- 1997–2000 – Veronica (TV-serie)
- 2003–2015 – CSI: Crime Scene Investigation (TV-serie)
- 2005 – Medium (TV-serie)
- 2006 – I Want Someone to Eat Cheese With
- 2010 – Social Network
- 2012 – Hitchcock
- 2021 – CSI: Vegas (TV-serie)
- 2021–2023 – Physical (TV-serie)